# تاتیانوفکا (سرزمین آلتای)
تاتیانوفکا (به لاتین: Tatyanovka) یک منطقهٔ مسکونی در روسیه است که در سرزمین آلتای واقع شده‌است.